# Barbatula barbatula
Barbatula barbatula, conosciuto comunemente come Cobite barbatello è un piccolo pesce d'acqua dolce appartenente alla famiglia Nemacheilidae (di recente scorporata dai Cobitidae).

## Distribuzione e habitat
È diffuso pressoché in tutta l'Eurasia, dalla Francia ed Inghilterra a gran parte della Siberia e, forse, fino al Giappone. In Europa manca dalla Penisola Iberica (dove è sostituito da Barbatula quignardi), da quasi tutta l'Italia, dalle regioni mediterranee balcaniche, dalla Grecia, dalla Norvegia e il nord di Svezia e Finlandia. Le popolazioni dell'Irlanda sono alloctone. In Italia è presente solo, raro e con un areale frammentato, nel Triveneto.

Vive soprattutto nei fiumi e torrenti con acque limpide e fredde e fondi sassosi della Zona dei Salmonidi ma lo si trova anche nei laghi con acque fredde e nelle acque salmastre del mar Baltico.

## Descrizione

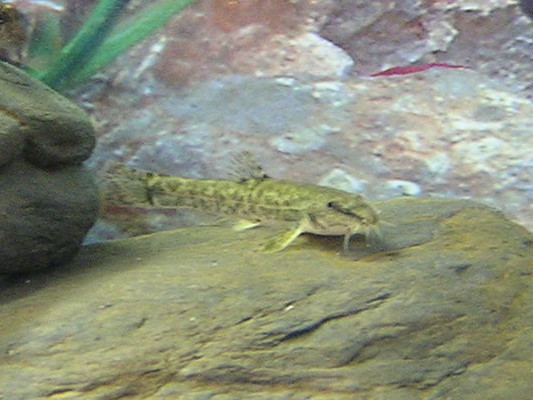

Abbastanza simile al cobite fluviale ma meno serpentiforme, ha corpo comunque assai allungato, meno compresso rispetto ai cobitidi. Ha bocca dotata di sei paia di barbigli di cui l'ultimo assai lungo (raggiunge il bordo posteriore dell'occhio) ed ha la spina sotto l'occhio, ben visibile nel cobite, molto piccola ed affondata nella pelle.

Il colore è assai mimetico, beige o grigiastro con macchie irregolari bruno scure, il ventre è giallo.

Raggiunge a malapena i 15 cm ma di solito è di lunghezza inferiore ai 10.

## Alimentazione
Basata su invertebrati acquatici.

## Riproduzione
Avviene in primavera, le uova vengono deposte tra le pietre e, pare, vengono sorvegliate dagli adulti. Le larve sono attive in tutte le 24 ore, a differenza dagli adulti.

## Biologia
L'adulto è notturno e passa le ore diurne nascosto sotto le pietre.

## Predatori
È frequentemente preda delle trote.

## Pesca
Nonostante le carni siano ottime per le fritture non viene mai pescato se non per essere usato come esca per le trote.

## Conservazione
Nonostante non sia minacciato a livello globale in Italia è raro. Lo minacciano soprattutto le sconsiderate immissioni di trote e l'inquinamento, verso il quale ha una tolleranza modestissima. Proprio per questo se viene ritrovato in un corso d'acqua si ha la matematica certezza che questo è in ottime condizioni ecologiche.